# Гінтарас Граяускас
Гінтарас Граяускас (лит. Gintaras Grajauskas; нар. 19 лютого 1966, Маріямполе, тоді Капсукас) — поет, есеїст, письменник, драматург, автор пісень і виконавець.

## Біографія
Народився 19 лютого 1966 року в місті Маріямполе (тоді Капсукас). З дитинства живе і працює в Клайпеді. Закінчив Вищу музичну школу Стасіса Шімкуса, навчався у Національній консерваторії Литви на кафедрі джазу. У 1990–1994 роках працював на радіо, телебаченні, з 1994 року — в літературному виданні «Бурштинові краплі» газети «Клайпеда». З 2008 року працює заступником керівника літературного відділу в драматичному театрі Клайпеди. З 2000 року організовував щорічний з'їзд поетів «Плацдарм». Грає на бас-гітарі і співає у блюз-рок гурті «Контрабанда», раніше — в джаз-рок гурті «Рокфеллери». Записав шість альбомів.

## Творчість
В Литві вийшли друком шість збірок віршів, дві книги есеїстики, романи і п'єси. Книги віршів виходили друком у Німеччині, Швеції, Польщі, Італії, Ісландії, Україні. Вистава «Заповідник» ставилась у театрі Франції. Вірші перекладено англійською, німецькою, українською, шведською, білоруською, грузинською, голландською, корейською, фінською, польською, латвійською, естонською, російською та іншими мовами, надруковані у періодичних виданнях та альманахах.

## Відзнаки
Лауреат премій З. Геле (1994), Є. Симонайте (2000), Поетичної весни (2000), премії Міністерства культури Литви (2003), премії культури і мистецтва Уряду Литви (2013), Магістр культури м. Клайпеди (2004). Нагороджений Золотим хрестом сцени (2008) за найкращий драматичний твір «Дівчина, яку боявся Бог». Учасник міжнародних літературних заходів — книжкової ярмарки Франкфурта, Ляйпцига, Варшави, Гетеборга, Турина, книжковому фестивалі Единбурга, поетичних фестивалів в Віленіці, Гетеборзі, Роттердамі, Копенгагені, Будапешті, на літературних вечорах в Берліні, Мюнхені, Стокгольмі, Мальме, Гетеборзі, Крістіанштадті, Аарау, Базелі, Люцерні та ін. Стипендіат Литовського міністерства культури, центру письменників і перекладачів Балтійських країн, міжнародної письменницької програми при університеті Айова та ін.

### Театральні твори
- «Keafri», 1997.
- «Co Ca Cola», 1998.
- «A gu gu», 2001.
- «Komiksas, arba Žmogus su geležiniu dančiu»
- «Linkime pasveikti», 2003.
- «Kas lieka, kai nieko nelieka», 2007.
- «Rezervatas», 2004.
- «Brunonas ir barbarai», 2010.
- «Lietuviai», 2012.
- «Mergaitė, kurios bijojo Dievas», 2010.